# Ветти, Гауте Хёберг
Гёуте Хёберг Ветти (норв. Gaute Høberg Vetti; 2 сентября 1998, Берген) — норвежский футболист, полузащитник клуба «Будё-Глимт».

## Карьера
Ветти — воспитанник клуба «Бранн». В 2015 году сыграл один матч в Юношеской лиги УЕФА. В 2017 году перешел в клуб второго дивизиона Норвегии «Нест-Сотра». 17 апреля дебютировал в матче против «Эгерсунн». За сезон проведенный в клубе смог сыграть 23 матча и забить один гол.
В 2018 году подписал контракт с «Сарпсборн 08». В Элитсерии дебютировал за клуб 7 мая 2018 года в матче против «Молде». В начале апреля 2019 года получил серьезную травму мениска, из-за которой пропустил больше 3-х месяцев игровой практики. Свой первый гол в чемпионате Норвегии забил 6 декабря 2020 года, в ворота своего перво клуба «Бранн». В конце 2021 года получил травму и пропустил оставшуюся часть сезона.
8 января 2022 года перешел в «Будё-Глимт» и подписал контракт до лета 2025 года. 20 марта дебютировал за клуб в матче Кубка Норвегии против команды «Лиллестрём». В Чемпионате Норвегии дебютировал 10 апреля в матче против «Сандефьорд», выйдя на поле на 33 минуте матча вместо Бреда-Матиаса Моэ. В августе 2023 года перешел в клуб «Стабек», на правах аренды до конца года.

### Сборная
Ветти принимал участие в составе национальных сборных Норвегии в различных возрастных группах, включая команды до 18 лет и до 21 года.
6 ноября 2018 года впервые получил вызов в сборную Норвегии до 21 года.

## Статистика
| Выступление      | Выступление      | Выступление      | Лига | Лига | Кубок | Кубок | Еврокубок | Еврокубок | Итого | Итого |
| Клуб             | Лига             | Сезон            | Игры | Голы | Игры  | Голы  | Игры      | Голы      | Игры  | Голы  |
| ---------------- | ---------------- | ---------------- | ---- | ---- | ----- | ----- | --------- | --------- | ----- | ----- |
| Нест-Сотра       | Второй дивизион  | 2017             | 23   | 1    | 3     | 1     | —         | —         | 26    | 2     |
| Нест-Сотра       | Итого            | Итого            | 23   | 1    | 3     | 1     | —         | —         | 26    | 2     |
| Сарпсборг 08     | Элитсерия        | 2018             | 7    | 0    | —     | —     | —         | —         | 7     | 0     |
| Сарпсборг 08     | Элитсерия        | 2019             | 14   | 0    | —     | —     | 2         | 0         | 16    | 0     |
| Сарпсборг 08     | Элитсерия        | 2020             | 15   | 1    | —     | —     | —         | —         | 15    | 1     |
| Сарпсборг 08     | Элитсерия        | 2021             | 8    | 0    | —     | —     | —         | —         | 8     | 0     |
| Сарпсборг 08     | Итого            | Итого            | 44   | 1    | —     | —     | 2         | 0         | 46    | 1     |
| Будё-Глимт       | Элитсерия        | 2022             | 8    | 0    | 3     | 0     | 1         | 0         | 12    | 0     |
| Будё-Глимт       | Итого            | Итого            | 8    | 0    | 3     | 0     | 1         | 0         | 12    | 0     |
| → Стабек         | Элитсерия        | 2023             | 9    | 0    | —     | —     | —         | —         | 9     | 0     |
| → Стабек         | Итого            | Итого            | 9    | 0    | —     | —     | —         | —         | 9     | 0     |
| Всего за карьеру | Всего за карьеру | Всего за карьеру | 84   | 2    | 6     | 1     | 3         | 0         | 93    | 3     |